# نمودار تمام‌لگاریتمی

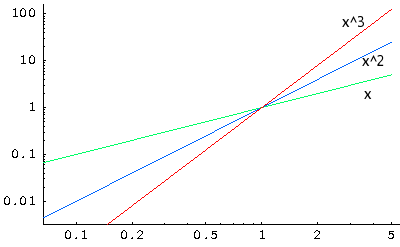
نمودار تمام‌لگاریتمی

مقیاس لگاریتمی برای هر دو محور افقی و عمودی در آن استفاده می‌شود. به خاطر مقیاس غیرخطی محورها، تابعی به صورت {\displaystyle y=ax^{b}} به صورت خط راست در نمودار تمام‌لگاریتمی دیده می‌شود، که b شیب خط و log(a) مقدار متغیر y متناظر با {\displaystyle x=1} است. این نمودارها در مواقعی که پارامترهای a و b باید از داده‌های عددی تعیین شوند کاربرد دارند. هم‌چنین از این نمودارهای می‌توان برای تعیین بعد برخالی برخال‌های طبیعی هم استفاده کرد.